# Torbjørn Ruste
Torbjørn Ruste (* 9. Dezember 1929; † 31. Juli 2003) war ein norwegischer Skispringer.
Bevor Ruste mit dem Skispringen begann, spielte er aktiv Fußball. 1947 gehörte der Torwart der Junioren-Nationalmannschaft an. Er beendete jedoch kurz darauf seine aktive Fußballerkarriere, arbeitete jedoch neben dem Skispringen noch als Trainer für die Jugendmannschaften in Nydalen.
Bei der Vierschanzentournee 1954/55 gewann Ruste die Springen in Innsbruck und Bischofshofen. In Oberstdorf hatte er zuvor den 5. Platz erreicht. In Garmisch-Partenkirchen konnte er sich wegen eines Sturzes nicht auf den vorderen Rängen platzieren. Bei der Norwegischen Meisterschaft 1955 in Voss kam Ruste von der Normalschanze auf den 6. Platz. 1967 beendete Ruste seine aktive Karriere.

## Erfolge

### Schanzenrekorde
| Ort       | Land       | Weite              | aufgestellt am | Rekord bis     |
| --------- | ---------- | ------------------ | -------------- | -------------- |
| Innsbruck | Österreich | 79,5 m (HS: 130 m) | 3. Januar 1955 | 4. Januar 1961 |